# ایرما هیتینگ-شوماخر
ایرما هیتینگ-شوماخر (هلندی: Irma Heijting-Schuhmacher؛ ۲۴ فوریه ۱۹۲۵ – ۸ ژانویه ۲۰۱۴) شناگر اهل هلند بود.
وی در مسابقات کشوری و بین‌المللی در مجموع برندهٔ ۲ مدال طلا، ۳ مدال نقره، ۱ مدال برنز شده‌است.